# تضعيف العلامة التجارية
تضعيف العلامة التجارية مفهوم قانون العلامة التجارية الذي يسمح لمالك العلامة التجارية المشهورة منع الآخرين من استخدام تلك العلامة بطريقة تخفف من التفرد .في معظم الحالات وتضعيف العلامة التجارية يشمل استخدام غير مصرح به من علامات تجارية أخرى على منتجات لا تتنافس معها وقليلة الاتصال معها تكون لمالك العلاوة التجارية، على سبيل المثال العلامة التجارية المشهورة التي تستخدمها شركة واحدة لتشير إلى منتجات العناية بالشعر ممكن أن تضعف إذا بدأت شركة أخرى باستخدام علامة تجارية مماثلة لتشير إلى حبوب إفطار أو إلى أضواء الإشعال.

## تعريف تضعيف العلامة التجارية
قانون العلامة التجارية عامة ركز على الحاجة لحماية المستهلك فبالتالي العلامة التجارية التقليدية المعنية نفسها مع حالات يكون فيها طرف غير مصرح به تباع السلع التي لها منافسة مباشرة أو على الأقل ذات صلة لتلك التي تباع من قبل مالك العلامة التجارية. العلامة التجارية تضعف عند استخدام علامات تجارية متشابهة أو متطابقة في غير ذلك من الأسواق الغير تنافسية يعني أن العلامات التجارية مجوده و سوف تفقد قدرتها للدلالة على مصدر واحد. وبعبارة أخرى ، خلافا لقانون العلامات التجارية العادية، الحماية تمتد إلى مستخدمي العلامة التجارية التي لا تخلط بين المستهلكين فيما يتعلق بمن أنتج المنتج.
بدلا من ذلك ،قانون تخفيف الحماية يهدف إلى حماية العلامات التجارية القوية بما فيه الكفاية من فقدان ارتباطهم المفرد في ذهن الجمهور مع منتج معين ، وربما يتصور إذا كانت العلامة التجارية مجابهة مستقلة عن أي منتج (أي نطق كلمة بيبسي، أو كتابتها على لوحة).

## الاحتياجات اللازمة لحماية
القوة اللازمة لحماية العلامات التجارية تختلف بين الحقوق القضائية على الرغم من أنها تشمل متطلبات عامة مثل أنها يجب أن تكون مميزة و مشهورة وفريدة من نوعها.العلامة التجارية لها حق التعرف عليها على الفور عن طريق أسمها التجاري مثل كوكا كولا، كلينيكس، كوول ايد، أو سوني أو عن طريق مخترعها مثل إكسون بدلا من استخدام الألقاب مثل فورد أو استخدام كلمات في اللغة العامية بعض الحقوق القضائية تتطلب تسجيل إضافي لهذه العلامات التجارية كأنها علامات دفاعية من أجل التأهل لحماية التضعيف .
طريقة أخرى لوصف القوة اللازمة لحماية العلامة التجارية قد توضع بعض الأسس لحماية التضعيف من وجهة نظر المستهلك في الواقع العلامة التجارية المشهورة من الممكن النظر إليها من سياقات مختلفة نظراً لتفرعها أو بساطتها إلى حد أنه قد يكون هناك عدد قليل جدا من الأسواق إن وجدت يستغرب المستهلك عندما يرى العلامة التجارية المشهورة مشاركة في هذا والمثال الرئيسي في الماضي من شركة كوكا كولا في خطوط الملابس.

## الضبابية والتشويه
في بعض الأحيان ينقسم التضعيف إلى مفهومين:

### الطمس
يعني محو العلامة من الشركة منتج واحد لدلالة على منتج في أسواق أخرى مثل أحذية كوداك 

### التشويه
الذي يضعف العلامة من خلال البغض أو جمعيات معينه حاقدة، ليس كل قوانين حماية التضعيف تعترف بمفهوم التشويه.